# Merunympha nipha
Merunympha nipha är en fjärilsart som beskrevs av László Anthony Gozmány. Merunympha nipha ingår i släktet Merunympha och familjen äkta malar. Inga underarter finns listade i Catalogue of Life.